# Клайн-Везенберг
Клайн-Везенберг (нем. Klein Wesenberg) — община в Германии, в земле Шлезвиг-Гольштейн. 
Входит в состав района Штормарн. Подчиняется управлению Нордстормарн.  Население составляет 770 человек (на 31 декабря 2010 года). Занимает площадь 8,74 км².